# Reichenbachia nodesa
Reichenbachia nodesa är en skalbaggsart som beskrevs av Albert A. Grigarick och Schuster 1967. Reichenbachia nodesa ingår i släktet Reichenbachia och familjen kortvingar. Inga underarter finns listade i Catalogue of Life.